# بادالاگاما
بادالاگاما (به لاتین: Badalagama) یک منطقهٔ مسکونی در سری‌لانکا است که در استان مرکزی (سری‌لانکا) واقع شده‌است.